# Leucodon giganteus
Leucodon giganteus är en bladmossart som beskrevs av Noguchi 1968. Leucodon giganteus ingår i släktet Leucodon och familjen Leucodontaceae. Inga underarter finns listade i Catalogue of Life.